# جيريل بينيمون
جيريل بينيمون (بالإنجليزية: Jerrelle Benimon)‏ مواليد 1 أغسطس 1991 في فرجينيا، هو لاعب كرة سلة محترف أمريكي بدأ مسيرته الاحترافية في سنة 2014 يلعب مع فريق فوشان دراليونز في الرابطة الصينية لكرة السلة ويحمل الرقم 20. يبلغ طوله 6 قدم 8 بوصة (2.0 م).

## إحصائيات المسيرة

### الموسم الاعتيادي
| السنة   | الفريق    | لعب | بدأ | دقيقة | ميداني% | ثلاثية | حرة  | ارتداد | صنع | استلاب | تصدي | نقطة |
| ------- | --------- | --- | --- | ----- | ------- | ------ | ---- | ------ | --- | ------ | ---- | ---- |
| 2014–15 | يوتاه جاز | 2   | 0   | 1.5   | .000    | .000   | .000 | 1.5    | .0  | .0     | .0   | .0   |
| المسيرة |           | 2   | 0   | 1.5   | .000    | .000   | .000 | 1.5    | .0  | .0     | .0   | .0   |

## روابط خارجية
- جيريل بينيمون على موقع إن بي أي (الإنجليزية)
- جيريل بينيمون على موقع سبورتس رفرنس (الإنجليزية)
- جيريل بينيمون على موقع كرة السلة الأوروبية.كوم (الإنجليزية)
- جيريل بينيمون على موقع إي إس بي إن.كوم (الإنجليزية)
- جيريل بينيمون على موقع كلية كرة السلة في سبورتس رفرنس.كوم (الإنجليزية)
- جيريل بينيمون على موقع ريلجم (الإنجليزية)
- جيريل بينيمون على موقع بروبوليرز (الإنجليزية)
- جيريل بينيمون على موقع سبورتس رفرنس (الإنجليزية)
- جيريل بينيمون على موقع سبورتس رفرنس (الإنجليزية)